# پرنیه
پِرِنیِه (به مجاری:  Perenye) یک شهرداری در مجارستان است که در واش واقع شده‌است. پرنیه ۱۶٫۲۲ کیلومتر مربع مساحت و ۶۷۷ نفر جمعیت دارد.